# 목장

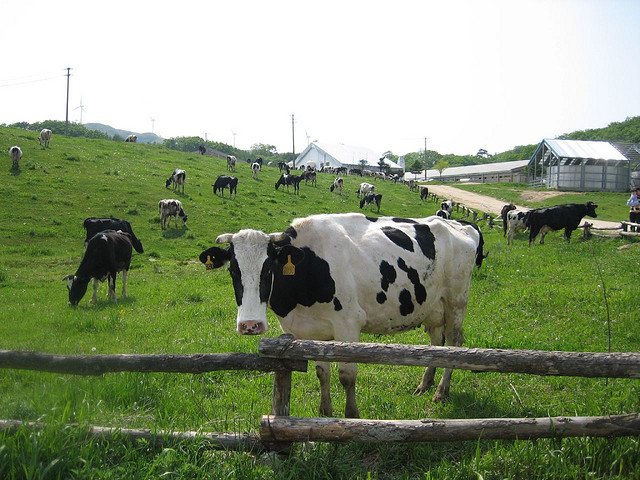
대관령의 젖소 목장

목장(牧場)이란 한 가지 동물을 전문적으로 기르는 농장을 말한다.
대개 목장은 대규모의 부지를 기반으로 운영되지만 꼭 그러한 제약이 있는 것은 아니다. 미국 서부의 경우 연방 정부가 대규모의 토지를 운영하고 그에 덧붙여서 소규모 개인 농장이 합작으로 운영되는 경우도 발견된다. 혹은 제한적이나마 관개 시설을 꾸려서 물을 공급하고 수풀이 자라도록 하기도 한다.
목장과 관련한 직업으로는 양치기나 방목 업자 등이 있는데 이와 관련한 대표적인 우화는 이솝 우화의 〈양치기 소년〉이다.
대한민국 내 대표적인 목장 지대로는 대관령, 제주도가 있으며 대관령에서는 목장 체험 상품을 운영하기도 한다. 산양이나 소, 말 등을 키운다.
세계적으로 가장 대규모의 목장 지대에 손꼽히는 곳은 뉴질랜드, 오스트레일리아, 미국 등이다. 하지만 뉴질랜드의 경우 사회적 이슈로 메탄 가스로 인한 오존층 파괴 문제가 떠올랐는데 이는 너무도 많은 소의 방목으로 인한 것이었다.

## 목장의 기원
목장 경영과 카우보이 전통은 말을 타고 마른 땅에서 많은 수의 동물을 다루어야 하는 필요성 때문에 스페인에서 시작됐다. 레콩키스타 시절에 스페인 귀족과 기사수도회는 카스티야 왕국이 무어인으로부터 정복한 대규모 토지를 하사 받았다. 땅의 소유자는 자신이 관리하는 지역을 방어해야 했으며 이를 수익 창출에 사용할 수 있었다.

## 주요 종류
- 에스탄시아
- 소목장
- 경주마목장

## 같이 보기
- 축산
- 에스탄시아
- 목축